# 木村光孝
木村 光孝（きむら みつたか、1940年3月 - ）は、日本の歯科医師・歯学者。学位は、歯学博士（九州歯科大学・1973年）（学位論文「根未完成歯の歯髄の処置に関する実験的研究 」）。九州歯科大学名誉教授、元九州歯科大学歯学部小児歯科学講座教授。日本外傷歯学会会長、元日本小児歯科学会理事長。

## 経歴
1966年九州歯科大学歯学部を卒業、同大学講師、助教授を経て1979年より小児歯科学講座教授、2005年より名誉教授。
1973年　九州歯科大学より歯学博士の学位を得る。学位論文の題は「根未完成歯の歯髄の処置に関する実験的研究 」。

## 栄典
- 2020年4月 - 瑞宝中綬章受章[6]。

## 著作
- 木村光孝『要説 小児歯科学』書林、1984年11月。 NCID BA48402801。
- 今西, 孝博、木村, 光孝、檜垣, 旺夫 ほか 編『小児歯科学』クインテッセンス出版、1985年10月10日。ISBN 978-4-87417-151-6。
- Raymond L. Braham, Merle E. Morris 編『小児歯科学』監訳 木村光孝、三樹企画、1991年1月。 NCID BN06020775。
- 『子どもの歯に強くなる本』監修 木村光孝、クインテッセンス出版、1992年12月。ISBN 4-87417-398-5。 NCID BN08445414。
- 下岡正八、五十嵐清治、内村登、木村光孝、鈴木康生、大東道治、本川渉、渡部茂 編『新小児歯科学』クインテッセンス出版、1996年2月10日。ISBN 978-4-87417-501-9。
- 木村光孝、松本光吉 編『幼若永久歯の歯内療法学 基礎と臨床』クインテッセンス出版、1997年4月10日。ISBN 978-4-87417-546-0。
- 木村, 光孝、五十嵐, 清、内村, 登 ほか 編『新編　小児歯科学』クインテッセンス出版、1997年12月10日。ISBN 978-4-87417-571-2。
- 木村光孝、祖父江鎭雄 編『乳幼児歯科診療の実際』クインテッセンス出版、1998年5月10日。ISBN 978-4-87417-585-9。
- 木村, 光孝、下野, 勉、土屋, 友幸 編『小児歯科患者の臨床的対応』クインテッセンス出版、2001年7月10日。ISBN 978-4-87417-691-7。
- 九州歯科大学小児歯科学教室『子供の歯に強くなる本』監修 木村光孝（増補改訂版）、クインテッセンス出版、2003年8月10日。ISBN 978-4-87417-776-1。
- 木村光孝、五十嵐清治、大東道治、田村康夫、宮沢裕夫 編『新編 小児歯科学』（第2版）クインテッセンス出版〈歯科衛生士教育マニュアル〉、2004年4月10日。ISBN 978-4-87417-800-3。
- 木村, 光孝、高木, 裕三、香西, 克之 ほか 編『乳歯列期における外傷歯の診断と治療』クインテッセンス出版、2005年5月10日。ISBN 978-4-87417-846-1。 NCID BA71850552。
- 高木, 裕三、前田, 隆秀、田村, 康夫 編『子どもの歯に強くなる本』監修 木村光孝（新装版）、クインテッセンス出版〈強くなるシリーズ〉、2012年12月10日。ISBN 978-4-7812-0292-1。 NCID BB11160611。

## 所属団体
- 日本歯科医学会理事（1998-2002）[1]
- 日本外傷歯学会 会長[3]
- 日本小児歯科学会元理事長（1998年～1999年）[4]、認定指導医[7]、認定医[8]
- 西日本臨床小児口腔外科学会 理事長[2]
- 日本小児口腔外科学会理事[9]
- 日本口腔科学会元評議員[1]
- 日本口腔感染症学会元評議員[1]
- 歯科基礎医学会[1]
- 日本顎関節学会[1]
- 九州歯科学会 理事（1990年～2004年）[1]
- 九州学校保健学会評議員[1]
- アジア小児歯科学会理事、事務局長[1]
- 日本薬物療法学会理事[1]
- 日本骨形態計測学会 評議員[1]
- 北九州市小児口腔保健学会会長[1]
- 国際外傷歯学会元理事[1]
- アジア国際外傷歯学会会長[1]

など